# Грант (острів)
74°28′00″ пд. ш. 131°35′00″ зх. д. / 74.466666666667° пд. ш. 131.58333333333° зх. д.
Острів Грант — покритий льодом острів, 32 км і 16 км завширшки, 8 км на схід від меншого острова Шепард біля узбережжя Землі Марі Берд, Антарктида . Як і острів Шепард, острів Грант оточений шельфовим льодовиком Гетц з усіх боків, крім північної. Острів Грант був виявлений і нанесений на карту персоналом борту USS Glacier 4 лютого 1962 року. Острів Грант був названий Консультативним комітетом США з антарктичних назв (US-ACAN) на честь командира Е. Г. Гранта, командира USS Glacier на момент відкриття.